# Liste des titres musicaux numéro un aux États-Unis en 2014
 (août 2023).
- Si vous ne connaissez pas le sujet, laissez ce bandeau (vous pouvez alors contacter les auteurs).
- Si vous supprimez le contenu mis en cause (vous pouvez préalablement contacter les auteurs),

argumentez précisément cette suppression dans la page de discussion
(un manque de référence n'est pas un argument ; une recherche réelle de référence doit avoir été effectuée, être formellement documentée).
Cette page liste les titres musicaux ayant eu le plus de succès au cours de l'année 2014 aux États-Unis d'après le magazine Billboard et compilés par Nielsen Soundscan.
Les deux premières semaines de l'année sont dominées par Eminem et Rihanna avec leur titre The Monster. C'est la deuxième fois que leur collaboration atteint la première place. Après 4 semaines numéro 1, le titre Timber de Pitbull et de Kesha va mettre fin à leur domination.
Timber reste 3 semaines numéro 1 et devient la deuxième numéro 1 du rappeur Pitbull, mais perd sa place au profit de Dark Horse de Katy Perry. Le titre Dark Horse va susciter une polémique à cause de certaines scènes. Le clip devint rapidement viral sur la plateforme YouTube. Dark Horse va se faire détrôner début mars par Happy, véritable hymne à la joie du chanteur américain Pharrell Williams.
Happy reste 10 semaines numéro 1 du classement et ce grâce à des ventes digitales très élevées. La musique devint le plus gros succès de la carrière de Pharrell Williams et sa quatrième numéro 1 aux États-Unis, mais sa première en solo.
Au mois de mai, le chanteur John Legend place enfin au bout de 10 ans de carrière une de ses musiques en première position, All of Me. La ballade va conserver la première place pendant 3 semaines.
À la rentrée, la musique de Taylor Swift Shake It Off, entre directement à la première place et conserver sa place pendant deux semaines avant de perdre la première place au profit de All About That Bass de Meghan Trainor. 
Meghan Trainor avec All About That Bass a réussi à conserver la première place pendant 8 semaines.
Les dernières semaines de l'année vont être pour Taylor Swift et son titre Blank Space.

## Historique

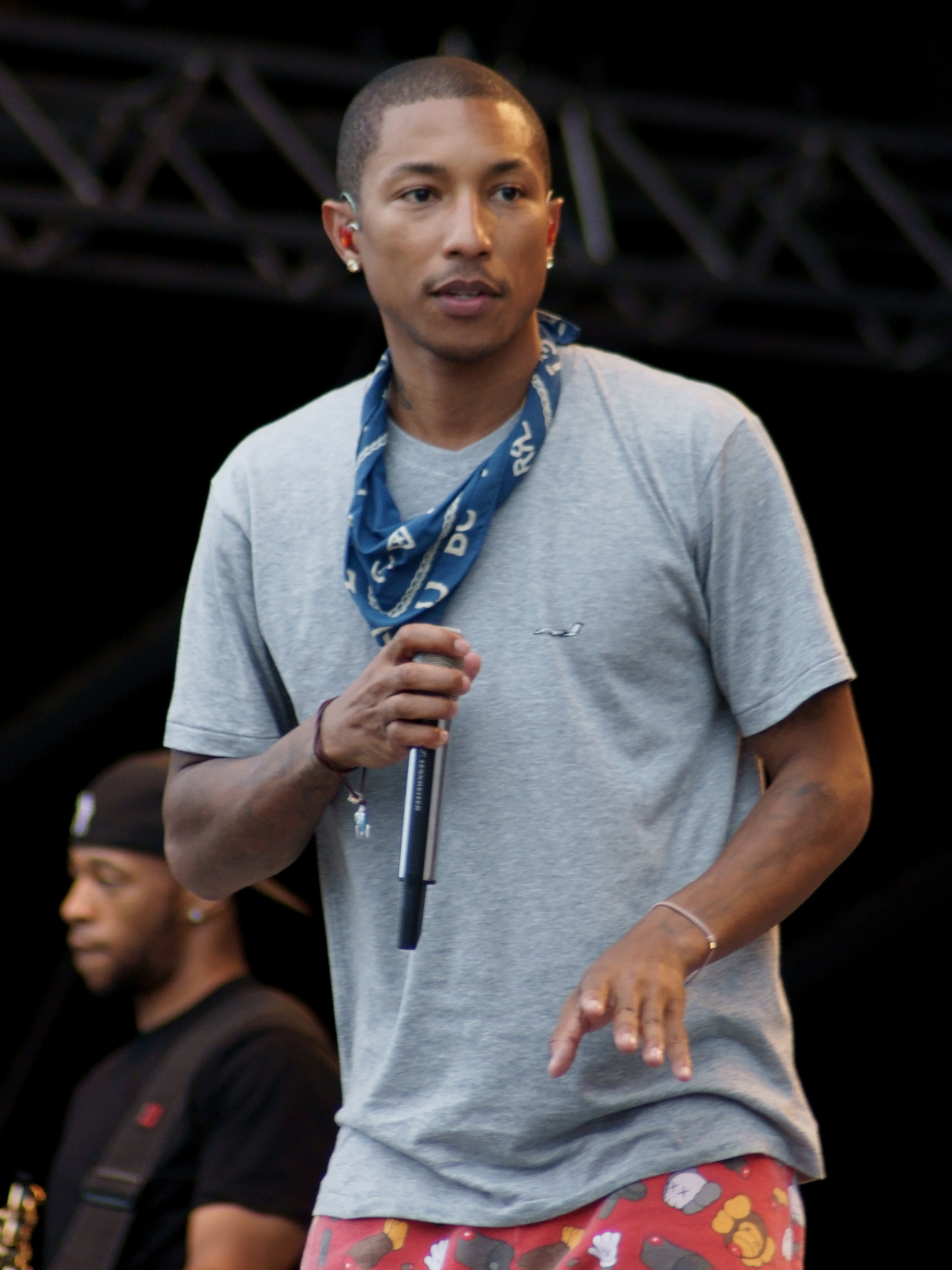
La chanson Happy de Pharrell Williams est resté 10 semaines numéro un au Billboard Hot 100 en 2014.

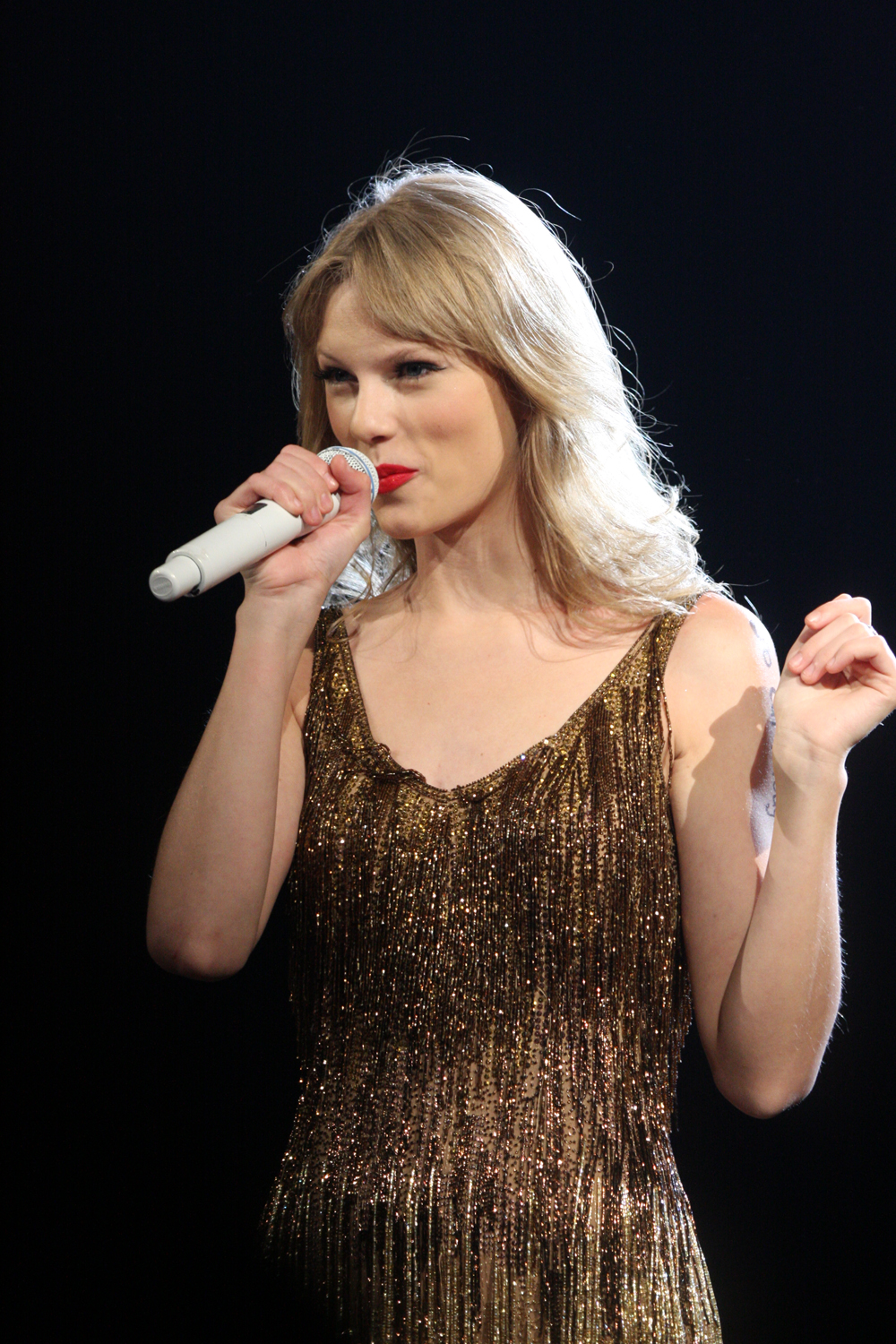
La chanteuse américaine Taylor Swift est restée 9 semaines numéro un au Billboard Hot 100 en 2014 avec les chansons Shake It Off et Blank Space.

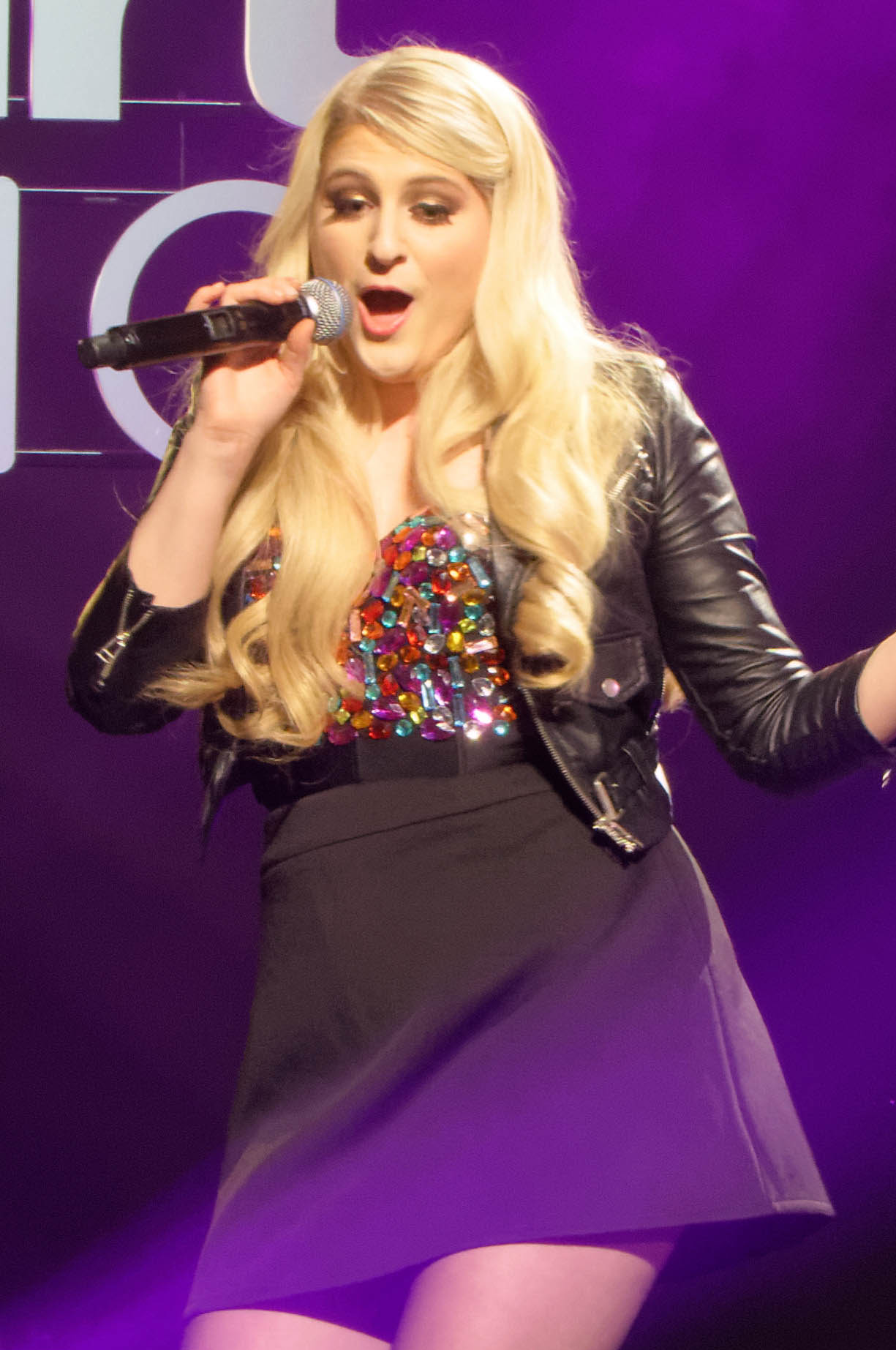
La chanson All About That Bass de Meghan Trainor est restée 8 semaines numéro un au Billboard Hot 100 en 2014.

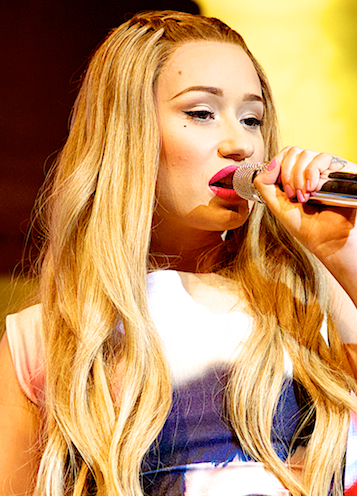
La chanteuse australienne Iggy Azalea est restée 7 semaines numéro un au Billboard Hot 100 en 2014 avec sa chanson Fancy.

| Date         | Artiste(s)                       | Titre               | Référence |
| ------------ | -------------------------------- | ------------------- | --------- |
| 4 janvier    | Eminem featuring Rihanna         | The Monster         |           |
| 11 janvier   | Eminem featuring Rihanna         | The Monster         |           |
| 18 janvier   | Pitbull featuring Kesha          | Timber              |           |
| 25 janvier   | Pitbull featuring Kesha          | Timber              |           |
| 1er février  | Pitbull featuring Kesha          | Timber              |           |
| 8 février    | Katy Perry featuring Juicy J     | Dark Horse          |           |
| 15 février   | Katy Perry featuring Juicy J     | Dark Horse          |           |
| 22 février   | Katy Perry featuring Juicy J     | Dark Horse          |           |
| 1er mars     | Katy Perry featuring Juicy J     | Dark Horse          |           |
| 8 mars       | Pharrell Williams                | Happy               |           |
| 15 mars      | Pharrell Williams                | Happy               |           |
| 22 mars      | Pharrell Williams                | Happy               |           |
| 29 mars      | Pharrell Williams                | Happy               |           |
| 5 avril      | Pharrell Williams                | Happy               |           |
| 12 avril     | Pharrell Williams                | Happy               |           |
| 19 avril     | Pharrell Williams                | Happy               |           |
| 26 avril     | Pharrell Williams                | Happy               |           |
| 3 mai        | Pharrell Williams                | Happy               |           |
| 10 mai       | Pharrell Williams                | Happy               |           |
| 17 mai       | John Legend                      | All of Me           |           |
| 24 mai       | John Legend                      | All of Me           |           |
| 31 mai       | John Legend                      | All of Me           |           |
| 7 juin       | Iggy Azalea featuring Charli XCX | Fancy               |           |
| 14 juin      | Iggy Azalea featuring Charli XCX | Fancy               |           |
| 21 juin      | Iggy Azalea featuring Charli XCX | Fancy               |           |
| 28 juin      | Iggy Azalea featuring Charli XCX | Fancy               |           |
| 5 juillet    | Iggy Azalea featuring Charli XCX | Fancy               |           |
| 12 juillet   | Iggy Azalea featuring Charli XCX | Fancy               |           |
| 19 juillet   | Iggy Azalea featuring Charli XCX | Fancy               |           |
| 26 juillet   | Magic!                           | Rude                |           |
| 2 août       | Magic!                           | Rude                |           |
| 9 août       | Magic!                           | Rude                |           |
| 16 août      | Magic!                           | Rude                |           |
| 23 août      | Magic!                           | Rude                |           |
| 30 août      | Magic!                           | Rude                |           |
| 6 septembre  | Taylor Swift                     | Shake It Off        |           |
| 13 septembre | Taylor Swift                     | Shake It Off        |           |
| 20 septembre | Meghan Trainor                   | All About That Bass |           |
| 27 septembre | Meghan Trainor                   | All About That Bass |           |
| 4 octobre    | Meghan Trainor                   | All About That Bass |           |
| 11 octobre   | Meghan Trainor                   | All About That Bass |           |
| 18 octobre   | Meghan Trainor                   | All About That Bass |           |
| 25 octobre   | Meghan Trainor                   | All About That Bass |           |
| 1er novembre | Meghan Trainor                   | All About That Bass |           |
| 8 novembre   | Meghan Trainor                   | All About That Bass |           |
| 15 novembre  | Taylor Swift                     | Shake It Off        |           |
| 22 novembre  | Taylor Swift                     | Shake It Off        |           |
| 29 novembre  | Taylor Swift                     | Blank Space         |           |
| 6 décembre   | Taylor Swift                     | Blank Space         |           |
| 13 décembre  | Taylor Swift                     | Blank Space         |           |
| 20 décembre  | Taylor Swift                     | Blank Space         |           |
| 27 décembre  | Taylor Swift                     | Blank Space         |           |